# Kissvábhegy
Kissvábhegy egybeírva Budapest egyik városrésze a XII. kerületben. A Kis-Sváb-hegy után kapta a nevét.

## Fekvése
Határai: Határőr út a Pethényi úttól – Gaál József út – Alma utca – Bíró utca – Roskovics utca – Ráth György utca – Kék Golyó utca – Istenhegyi út – Pethényi út a Határőr útig.

## Története
A városrész névadója a 258 m magas Kis-Sváb-hegy, ahonnan Buda visszavívásakor, 1686. szeptember 2-án a sváb tüzérség megadta a jelet az utolsó rohamra. A Kis-Sváb-hegy lejtője az ügyvédek és jogászok körében vált népszerűvé, amire a domboldal utcanevei is utalnak. A hegyet 1950-ben Martinovics Ignácról nevezték el, akit a közeli Vérmezőn végeztek ki. A Kis-Sváb-hegy nevet 1991-ben kapta vissza.

## Természet

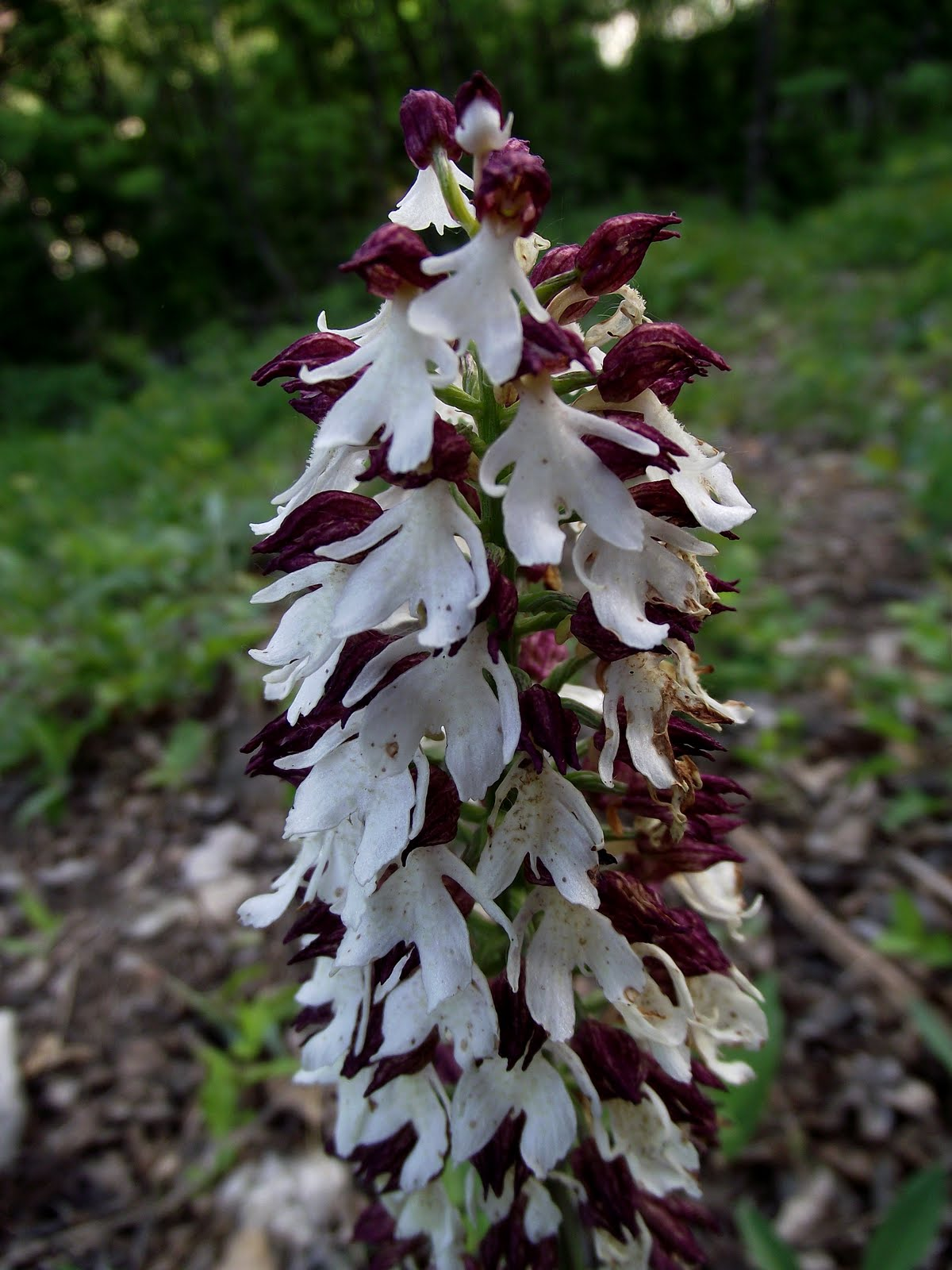
Sömörös kosbor (fehér, ritka)
Fotó: Vadassy Rita

A Kissvábhegyen kijelölt, 0,88 hektár területű természetvédelmi területen megtalálható több, a környező kertekből kivadult védett növényfaj. Előfordul itt a tarka nőszirom, a leánykökörcsin, a hegyi árvalányhaj, a meténg, a csillaghúr, a sömörös kosbor, ill. a pettyegett tüdőfű.
A hegyen található a Martinovics-hegyi-kristályfülke.